# LUX 019
LUX 019 fue un evento de artes marciales mixtas producido por LUX Fight League, que se llevó a cabo el 10 de diciembre de 2021 en el Pepsi Center WTC de Ciudad de México, México.

## Antecedentes
Una pelea entre Iván Valenzuela y Ricardo Centeno por el inaugural Campeonato de Peso Mediano de LUX fue anunciada como la estelar del evento.
La pelea coestelar contó con un combate de peso pactado entre Alejandro «Pato» Martínez y Édgar Delgado.

## Resultados
1. ↑  Por el Campeonato de Peso Mediano de LUX